# Szamal (állam)

Gaziantep tartomány a mai Törökországban

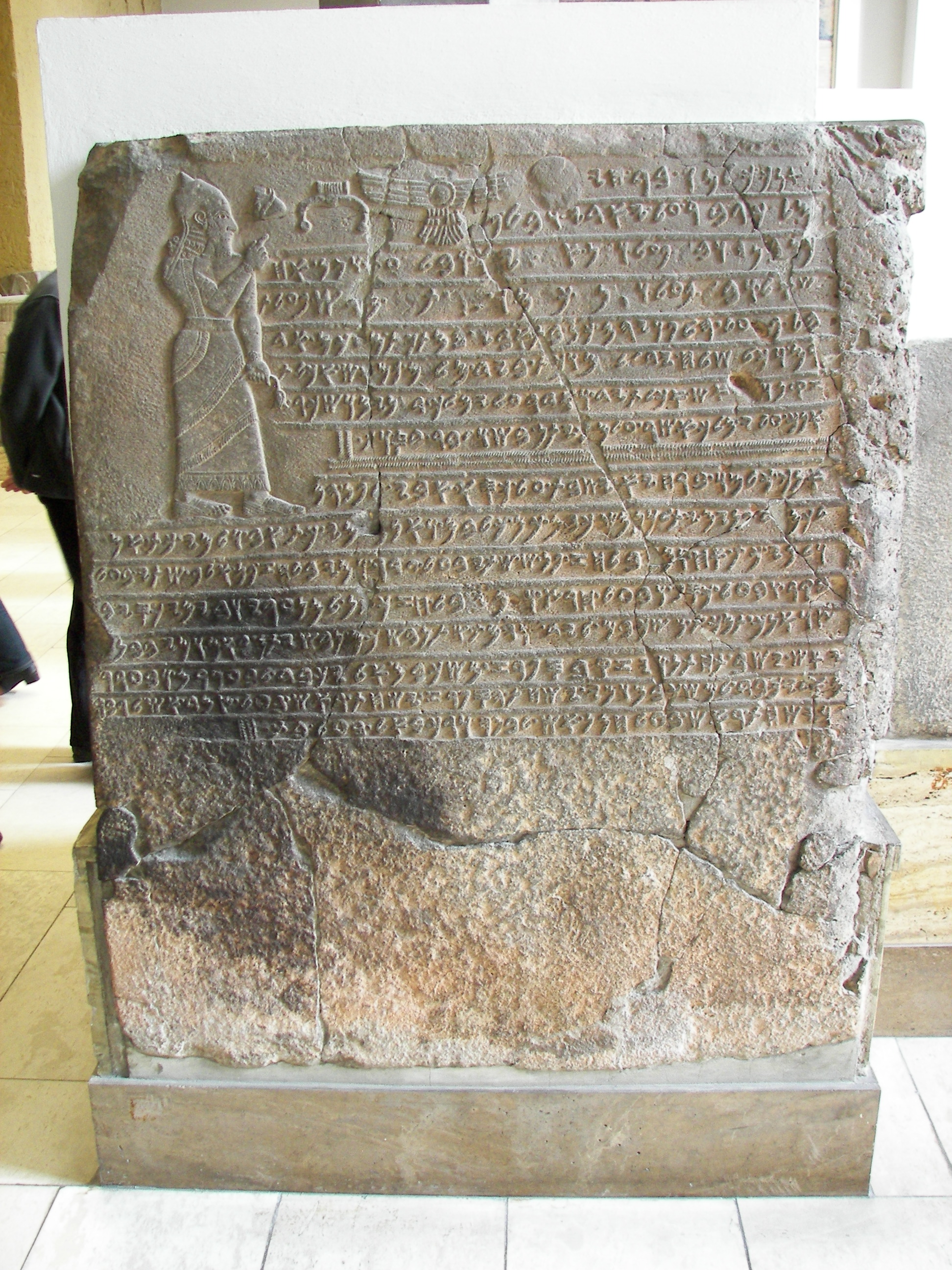
A Kilamuva-sztélé

Szamal Királysága (asszír nyelven Sam’al, arámi nyelven Ya’idi vagy Ya’udi) az i. e. 1. évezred első felének középhatalma, az újhettita királyságok egyike. A Nur-hegység (más néven Amanus, Antitaurus vagy Antitorosz) mentén, a mai Törökország délkeleti részén terült el, fővárosa az azonos nevű Szamal, a hegység keleti lábainál. Történetének legfőbb forrásai az asszír évkönyvek mellett a Szamalban feltárt uralkodói sztélék, Kilamuva és II. Panamuva feliratos kőtáblái.

## Története
Kialakulása az első ezredforduló környékére tehető. Előzménye a Hettita Birodalom i. e. 12. századi rövid hanyatlása és bukása volt. A későbbi Szamal területét a karkemisi alkirályság birtokolta egészen az arameus vándorlás koráig, amely meggyengítette Karkemist, és több terület felett elvesztette a befolyását. Szamal az arameus vándorlás legnyugatibb állomása.
Az i. e. 10. században arameus irányítás alatt a városkirályságból erős középhatalom vált. Nemcsak Karkemissel szemben, hanem nyugati szomszédjával, Kizzuvatnával (körülbelül ekkortól Hilakku néven) szemben is megtartotta önállóságát. Éles harcokat vívott nyugati szomszédjával, az Adana környékén létesülő Danunával, és időnként az alárendeltségébe került.
I. e. 859-ben Alimus sikeres védelmében Hajja szamali király is részt vett. Az i. e. 853-ban lezajló karkari csatában Hajja ugyan nem vett részt, de a szíriai koalíció megakadályozta Asszíria nyugatra törését. Az i. e. 825-ös asszír hadjárat viszont már elfoglalta Szamal törzsterületeit, legyőzte Kúét, amely Danuna néven alakult újjá. III. Sulmánu-asarídu hamarosan bekövetkező halálával Szamal is független lett.
Szamal egyes uralkodói agresszív hódító politikát folytattak, mások csatlakoztak a szíriai védelmi koalíciók asszír-ellenes ligájához. Az asszír források időnként megbízhatatlanok Szamallal kapcsolatban. Szamal i. e. 853-ban az asszír vazallusok között kerül felsorolásra III. Sulmánu-asarídu évkönyveiben. Ugyanakkor ismert, hogy Szangarasz karkemisi király és Szapalulme jahani király oldalán harcolt az asszírok ellen hat évvel korábban, és a két esemény között Asszíria nem hatolhatott Szamalig. I. e. 830 körül a nyugati szomszéd, Azittavadda, Danuna királya is vazallusának nevezi Szamalt. Kilamuva viszont azt írja sztéléjén, hogy felbérelte Asszíriát Danuna ellen. Ezen egykorú forrásokból azt lehet látni, hogy Szamal Danuna vazallusa volt, és Asszíria igényt tartott a területére. Kilamuva feltehetően vazallusi viszonyt ajánlott fel azért, ha legyőzi Azittavaddát, a legnagyobb ellenfelet. Az asszír hadjárat alkalmával i. e. 825-ben az asszírok legyőzték Danunát, de megszállás alatt tartották Szamalt, amely alól csak III. Sulmánu-asarídu halála mentesítette.
Egy másik lehetséges verzió szerint az i. e. 859-ben Alimusnál az asszírok ellen küzdő Szamal 853-ban már asszír szövetségesként vett volna részt a karkari csatában, ezért sorolja fel Sulmánu-asarídu a vazallusok között. Szamal királya talán már ekkor korridort szeretett volna nyitni Asszíria és Danuna között, amit az egyesült szíriai haderő megakadályozott. I. e. 825-ben már szétesett a szoros szíriai egység. Végeredményben Kilamuva és Szamal jól járt: III. Sulmánu-asarídu halálával önálló lett és Danuna nem tudta többé elfoglalni.
Már Kilamuva unokája, I. Panamuva idején az uralkodóházon, illetve a vezető rétegen belüli viszályok törtek ki. Panamuva ugyan a hosszú uralkodását természetes halállal fejezte be, de fia, Barszur palotaforradalom áldozata lett. A trónbitorló Aszarja ellen Barszur fia, II. Panamuva biztatására III. Tukulti-apil-ésarra vezetett hadjáratot, és visszahelyezte méltóságába a jogos trónörököst. II. Panamuva alatt az Asszíriával szemben felvállalt vazallusi viszony Szamalt a középhatalmak közé emelte, befolyása kiterjedt Danuna és Gurgum területére is, sőt talán más észak-szíriai területeket is ellenőrzött.
Szamal önálló létének Asszíria vetett véget i. e. 717 – i. e. 710 között, amikor II. Sarrukín foglalta el.

## Kultúra
Az i. e. 9. század közepén jelennek meg a szamali írásos feljegyzések, amelyeket a korábbi agyagtáblás vagy papiruszos módszerek helyett állatbőrökre írtak (a pergamen első emlékei), és az ékírás helyett az ugaritihoz (ugariti ábécé) hasonlóan saját betűírást alkalmaztak. Bár föníciai mintájú írásuk volt, felirataikat a luvi nyelvű feliratok mintájára készítették. A szamali nyelv mindezek hatására az arameus és föníciai nyelv sajátos hibridjévé vált, amelyben hangsúlyos hettita befolyás fedezhető fel. Ez a nyelv önálló tagja az arámi nyelveknek.
Annak tükrében, hogy a Hettita Birodalom bukása és az arameusok megjelenése között nagyjából két évszázad telt el, meglepően erős a hettita kultúra hatása a szamali művészetekben, irodalomban és hagyományokban. A folytonosságot valószínűleg Karkemis és Kizzuvatna biztosította. A királyi udvar szervezése és a közigazgatás is a hettita mintákra épült.
Kilamuva és II. Panamuva monumentális feliratai (Kilamuva-sztélé és Panamuva-sztélé), valamint a 2008-ban felfedezett Kuttamuva-sztélé anatóliai mintájúak. Formailag és fogalmazásilag egyaránt azokat másolják. A szerkezet általában néhány elmaradhatatlan elemet mutat. Ezek közül az első az örökléses legitimitás hangsúlyozása, valamint az istenek kegyének említése. A király feladatainak felsorolása is ezek közé tartozik, úgymint a közrend és közbiztonság fenntartása, a külső ellenség legyőzése vagy megbékítése, a belső trónkövetelők mozgalmainak elfojtása. Ezt általában a saját nagyság és gazdagság felemlegetése követi, amely az alattvalóknak is jólétet jelent. Egyfajta társadalmi program az igazságosság, a juttatások és gazdasági jólét hirdetése. Az uralkodó eredményei között mindig feltűnnek a sikeres építkezések, erődítési munkák. Végül a fentieket tartalmazó felirat megőrzésének kötelezettsége, valamint a meghalt királyok számára áldozatok előírása következik. Az átokszövegek, amelyek az emlékmű lerombolói ellen szólnak szintén igen régi hagyományon alapulnak, már a Sarrukín-krónika 35. sora is ilyen az i. e. 24. században.